# Ernst-Michael Kranich
Ernst-Michael Kranich (* 29. Juni 1929 in Stuttgart; † 10. Mai 2007 ebenda) war ein deutscher Biologe, Lehrer, Goetheanist und Anthroposoph.

## Leben
Nach dem Studium der Biologie, Geologie, Paläontologie und Chemie unterrichtete Kranich ab 1955 als Fachlehrer für Biologie und Chemie an der Freien Waldorfschule in Rendsburg. 1962 wurde er als erster vollamtlicher Dozent an das Waldorflehrerseminar in Stuttgart berufen. Er engagierte sich in der öffentlichen Diskussion um die Bildungsreform und warnte vor den Folgen anthropologisch unzureichend begründeter Experimente.
Kranich arbeitete als Goetheanist vor allem auf den Gebieten Botanik, Zoologie, Anthropologie und Chemie. In den 80er Jahren hatte er zeitweilig einen Lehrauftrag an der Philipps-Universität Marburg. Seit 1990 unterstützte er die erste russische Waldorflehrerausbildung im Lehrerseminar Moskau.
Als Mitglied im Vorstand des Bundes der Freien Waldorfschulen und zahlreicher internationaler Gremien leistete er bedeutende Beiträge zur Weiterentwicklung der Waldorfpädagogik.

## Schaffen
Kranich betrachtete es als seine Lebensaufgabe, den Goetheanismus auf eine methodisch sichere Grundlage zu bringen und von bloß phänomenologischen Methoden streng abzugrenzen. Als deren Grundzug sah er die Ergänzung eines genauen Beobachtens der Naturerscheinungen durch innere Aktivität, durch „inneres Nachschaffen“ ihrer Gestalten. Dadurch stand Kranich gelegentlich in Distanz zu anderen Goetheanisten. Er konnte sich dabei auf die Vorarbeiten Rudolf Steiners zur erkenntnistheoretischen Grundlegung der Goetheschen Methode stützen, da Goethe selbst wenig erkenntnistheoretische Betrachtungen anstellte, sondern seine Methode mehr im Tätigsein entwickelte.
Ein weiteres für Kranich wichtiges Arbeitsgebiet war die Beziehung der goetheanistischen Methode, wie er sie verstand, zur Pädagogik. In seiner Seminartätigkeit an der Freien Hochschule Stuttgart vermittelte er künftigen Lehrern die Bedeutung dieser „Methode des inneren Nachschaffens“ für einen lebendigen Unterricht. Aus von ihm angeregten Kolloquien mit anderen Hochschullehrern auf dem Gebiet der Pädagogik entstanden weitere Veröffentlichungen.

## Werke
In chronologischer Reihenfolge angeführt. Es fehlen hier seine zahlreichen Veröffentlichungen in Sammelbänden und Zeitschriften.

### Monographien
- Anomalien der Küchenschelle Pulsatilla Miller. Diss. Tübingen 1958, in: Flora oder Allgemeine botanische Zeitung, Band 146, Jena 1958, S. 254–301
- Pädagogische Projekte und ihre Folgen. Zur Problematik von programmiertem Unterricht, Frühlesenlernen und Neuer Mathematik. Freies Geistesleben (Erziehung vor dem Forum der Zeit 5), Stuttgart 1969
- Der Anfangsunterricht im Schreiben und Lesen in seiner Bedeutung für das Lernen und die Entwicklung des Kindes (mit Erika Dühnfort). Freies Geistesleben (Menschenkunde und Erziehung 27), Stuttgart 1971; 5. erw. A. 1996
- Die Formensprache der Pflanze. Grundlinien einer kosmologischen Botanik. Freies Geistesleben (Menschenkunde und Erziehung 33), Stuttgart 1976
  - erweiterte Neuausgabe als: Pflanze und Kosmos. Grundlinien einer kosmologischen Botanik. Freies Geistesleben, Stuttgart 1997, ISBN 3-7725-1680-7
- Formenzeichnen. Die Entwicklung des Formensinns in der Erziehung (mit vier weiteren Autoren). Freies Geistesleben (Menschenkunde und Erziehung 47), Stuttgart 1985 (3. A. 2000), ISBN 3-7725-0247-4
- Bäume und Planeten. Beitrag zu einer kosmologischen Botanik (mit Frits H. Julius). Freies Geistesleben, Stuttgart 1985 (4. verb. A. 2004), ISBN 3-7725-0843-X
- Von der Gewissheit zur Wissenschaft der Evolution. Die Bedeutung von Goethes Erkenntnismethode für die Evolutionstheorie. Freies Geistesleben, Stuttgart 1989, ISBN 3-7725-0580-5
  - in überarbeiteter (engl.) Fassung als: Thinking beyond Darwin, Hudson N. Y. 1999, ISBN 0-940262-93-2
- Waldorfpädagogik in der Diskussion. Eine Analyse erziehungswissenschaftlicher Kritik (mit Lorenzo Ravagli). Freies Geistesleben (Erziehung vor dem Forum der Zeit 17), Stuttgart 1990, ISBN 3-7725-0297-0
- Pflanzen als Bilder der Seelenwelt. Skizze einer physiognomischen Naturerkenntnis. Freies Geistesleben, Stuttgart 1993 (2. erw. A. 1996), ISBN 3-7725-1173-2
- Wesensbilder der Tiere. Einführung in die goetheanistische Zoologie. Freies Geistesleben, Stuttgart 1995 (2. A. 2004), ISBN 3-7725-1554-1
- Anthropologische Grundlagen der Waldorfpädagogik. Freies Geistesleben, Stuttgart 1999, ISBN 3-7725-1781-1
- Der innere Mensch und sein Leib. Eine Anthropologie. Freies Geistesleben, Stuttgart 2003, ISBN 3-7725-1865-6
- Urpflanze und Pflanzenreich. Metarmorphosen von den Flechten bis zu den Blütenpflanzen. Freies Geistesleben, Stuttgart 2007, ISBN 3-7725-2099-5

### Als Herausgeber
- Erziehungswissenschaft und Waldorfpädagogik. Der Beginn eines notwendigen Dialogs (mit Fritz Bohnsack). Beltz, Weinheim 1990, ISBN 3-407-34050-8
- Auf der Suche nach dem erlebbaren Zusammenhang. Übersehene Dimensionen der Natur und ihre Bedeutung in der Schule (mit Peter Buck). Beltz, Weinheim 1995, ISBN 3-407-34091-5
- Welche Art von Wissen braucht der Lehrer? Ein Einspruch gegen landläufige Praxis (mit Horst Rumpf). Klett-Cotta, Stuttgart 2000, ISBN 3-608-94276-9
- Chemie verstehen. Die Bedeutung der Elemente in Substanz- und Lebensprozessen. Freies Geistesleben, Stuttgart 2005, ISBN 3-7725-1555-X